# Derivatore analogico
In elettronica il derivatore analogico è un importante utilizzo dell'amplificatore operazionale. Prima dell'avvento dell'elettronica digitale l'utilizzo degli amplificatori operazionali era notevole per ottenere operazioni matematiche tramite segnali, come la derivazione e l'integrazione.

## Circuito derivatore ideale
L'appellativo ideale è necessario quando si parla di amplificatori operazionali poiché si introducono ipotesi semplificative notevoli e per molti versi valide. Dalla figura si vede che il derivatore ideale è costituito da un amplificatore operazionale invertente con un condensatore in serie all'ingresso. Poiché non entra corrente nell'amplificatore allora la corrente che attraversa il condensatore è la stessa che attraversa la resistenza: {\displaystyle I_{1}=I_{2}} per cui
{\displaystyle I_{1}=C{\frac {dV_{in}}{dt}}=I_{2}=-{\frac {V_{out}}{R}}}
Ricaviamo {\displaystyle V_{out}} da questa:
{\displaystyle V_{out}=-RC{\frac {dV_{in}}{dt}}}
cioè la tensione di uscita è la derivata della tensione di ingresso. In tal modo associando alla tensione di ingresso un segnale, in uscita otteniamo il segnale derivato (e amplificato).
Il difetto principale del derivatore ideale è che per tempi molto brevi, l'amplificatore operazionale va in saturazione.

## Derivatore reale
Nella realtà il derivatore ideale tende a oscillare a causa di problemi di stabilità connessi al crescere della frequenza. Per ottenere un circuito derivatore reale inseriamo una resistenza in serie al condensatore, molto piccola. Anche in questo caso uguagliamo le correnti che attraversano l'amplificatore operazionale:
{\displaystyle I_{2}=C{\frac {dV_{c}}{dt}}}
dove {\displaystyle V_{c}} è la tensione ai capi del condensatore. Ma questa tensione è data dalla tensione di ingresso a cui va sottratta la tensione sulla resistenza {\displaystyle R_{1}} cioè:
{\displaystyle V_{c}=V_{in}-V_{R_{1}}}
per cui:
{\displaystyle I_{2}=C{\frac {dV_{in}}{dt}}-C{\frac {dV_{R_{1}}}{dt}}=C{\frac {dV_{in}}{dt}}-R_{1}C{\frac {dI_{2}}{dt}}}
otteniamo così un'equazione differenziale:
{\displaystyle {\frac {dI_{2}}{dt}}+{\frac {1}{R_{1}C}}I_{2}-{\frac {1}{R_{1}}}{\frac {dV_{in}}{dt}}=0}
la cui soluzione è:
{\displaystyle I_{2}=e^{-t/\tau _{2}}\left[k+{\frac {1}{R_{1}}}\int {\frac {dV_{in}}{dt}}e^{t\tau _{1}}\,dt\right]}
dove {\displaystyle \tau _{2}=CR_{2}} e {\displaystyle \tau _{1}=R_{1}C} e k è una costante di integrazione da determinare imponendo le condizioni iniziali cioè imponendo il valore {\displaystyle I_{2}(t=0)}. Naturalmente per ottenere la risposta in tensione:
{\displaystyle V_{out}=-I_{2}R_{2}}
Notiamo che il circuito reale si comporta come un buon derivatore per tempi lunghi cioè per {\displaystyle \tau _{1}} molto piccola, che in genere significa {\displaystyle R_{1}} molto piccola.